# Агамуры
Агамуры, или крысохвостые гекконы (лат. Agamura), — род ящериц из семейства гекконовых. Включает три вида, распространённых в Иране, Афганистане и Пакистане.

## Описание
Зрачок вертикальный с зазубренными краями. Конечности длинные и тонкие, с сильно искривлёнными когтистыми пальцами. Хвост короче или слегка длиннее тела, у основания резко утончается. К отбрасыванию хвоста не способны. Тело покрыто гладкими чешуйками.

## Таксономия
Род был выделен в 1874 году У. Т. Бланфордом, который включил в него описанный им вид Agamura cruralis, а также описанный ранее А.-М. Дюмерилем Gymnodactylus persicus. В 1935 году Смит синонимизировал A. cruralis с A. persicus, однако в 2017 году эти виды вновь признали отдельными.
Включает три вида:
- Agamura cruralis Blanford, 1874typus
- Agamura kermanensis Hosseinian-Yousefkhani, Aliabadian, Rastegar-Pouyani, Darvish, Shafiei & Sehhatisabet, 2018
- Agamura persica (Duméril, 1856) — персидская агамура, или персидский крысохвостый геккон[1]

Кроме того, ранее к этому роду относили также Cyrtopodion agamuroides, C. gastrophole и виды рода Rhinogecko.